# 布蘭丁·拉克利
布蘭丁·拉克利（英語：Brandin Rackley，1975年—）是一位美國女演員和模特兒，她主要出演成人電影及影片。曾在吉姆·懷諾斯基和佛瑞德·歐勒·雷執導的幾部片中參演。
拉克利在奧克拉荷馬州長大，並於1998年在俄克拉荷馬城社區學院（OKCCC）表演藝術（戲劇藝術）畢業的她，獲得了研究副學士學位。然後，她搬到了洛杉磯，並就讀加州大學洛杉磯分校的戲劇、電影和電視科系。

## 作品
- 2002: Threat of Exposure
- 2004: The Hillside Strangler
- 2008–2009: 69 Sexy Things 2 Do B4U Die（電視劇）
- 2009: The Devil Wears Nada
- 2009: Vampire in Vegas
- 2009: Cleavagefield
- 2009–2011: Life on Top（電視劇）
- 2010: Bikini Frankenstein
- 2010: The Hills Have Thighs
- 2010: Twilight Vamps
- 2012: Celebrity Sex Tape
- 2012: The Teenie Weenie Bikini Squad
- 2012: Dirty Blondes from Beyond
- 2013: Pleasure Spa

## 外部連結
- 布蘭丁·拉克利在互联网电影资料库（IMDb）上的資料（英文）
- Interview mit Brandin Rackley （页面存档备份，存于）